# Heterostemma acuminatum
Heterostemma acuminatum är en oleanderväxtart som beskrevs av Joseph Decaisne. Heterostemma acuminatum ingår i släktet Heterostemma och familjen oleanderväxter. Inga underarter finns listade i Catalogue of Life.